# Smrk pod Ovčím vrchem
Smrk pod Ovčím vrchem je památný strom. Jde o smrk ztepilý (Picea abies), který roste nad rybníkem Dorňák v údolí nad levým břehem potoka Tichá na úpatí Ovčího vrchu (670 m) v okrese Cheb v Karlovarském kraji. Zdaleka viditelný, bizarně větvený strom má širokou hustou korunu, která sahá do výšky 25 m. Pod uraženým vrcholem vyrůstá přeslen bajonetových větví. Jedna ze silných větví se vylomila při orkánu dne 29.10. 2017. Na konci roku 2018 byl strom odborně ošetřen arboristickou firmou.
Obvod kmene měří 380 cm (měření 2014). Strom je chráněn od roku 2011 jako krajinná dominanta, esteticky zajímavý strom s významným vzrůstem.

## Stromy v okolí
- Krásenská lípa (zaniklá)
- Dub U oříšku (zaniklý)
- Dub u Vondráčků
- Borovice rumelská na Slatině